# Польова Алла Валентинівна
А́лла Валенти́нівна Польова́ (нар. 1 травня 1968, Львівська область) — український дипломат. Генеральний консул України у Франкфурті-на-Майні (Німеччина) (з 2014).

## Біографія
Народилася 1 травня 1968 року на Львівщині. У 2000 році закінчила Дипломатичну академію при МЗС України.
У 1993–1994 — інспектор, спеціаліст 2 категорії Консульського управління Міністерства закордонних справ України
У 1994–1995 — секретар консульства Посольства України у Німеччині.
У 1995–1996 — економіст 1 категорії, провідний економіст відділу по роботі з торговельно-економічними місіями МЗЕЗТоргу України
У 1996–1997 — спеціаліст 2 категорії, третій, другий секретар Консульського управління МЗС України
У 2000–2001 — другий секретар відділу аналізу та планування Департаменту консульської служби МЗС України
У 2001–2005 — другий секретар з консульських питань Посольства України в Чеській Республіці
У 2005–2006 — другий, перший секретар Департаменту консульської служби МЗС України
У 2006–2010 — перебувала за місцем довготермінового закордонного відрядження чоловіка в Грецькій Республіці
У 2010–2011 — перший секретар, радник відділу інспектування дипломатичної служби Управління генеральної інспекції МЗС України
У 2011–2012 — завідувач Сектору інспектування МЗС України
У 2012–2013 — начальник відділу громадянства Департаменту консульської служби МЗС України
У 2013–2014 — начальник відділу консульського забезпечення захисту інтересів фізичних та юридичних осіб, начальник Управління консульського забезпечення Департаменту консульської служби МЗС України.
З жовтня 2014 року — Генеральний консул України у Франкфурті-на-Майні